# Олівер Вілкс (академічний веслувальник)
Олівер Вілкс (14 липня 1995 , Беверлі, Йоркшир і Гамбер ) — британський веслувальник, бронзовий призер Олімпійських ігор 2024 року, дворазовий чемпіон світу та Європи.

## Виступи на Олімпіадах
| Олімпіада  | Дисципліна | Місце |
| ---------- | ---------- | ----- |
| Париж 2024 | четвірки   | 3     |